# ليونيل مورتون
ليونيل مورتون (بالإنجليزية: Lionel Morton)‏ هو موسيقي ومقدم تلفزيوني بريطاني، ولد في 14 أغسطس 1941.

## وصلات خارجية
- ليونيل مورتون على موقع IMDb (الإنجليزية)
- ليونيل مورتون على موقع ميوزك برينز (الإنجليزية)
- ليونيل مورتون على موقع ديسكوغز (الإنجليزية)